# تان یایون
تان یایون (انگلیسی: Tan Yayun؛ زادهٔ ۱۸ نوامبر ۱۹۹۲) وزنه‌بردار اهل چین است.